# Regula Aebi
Regula Aebi, po mężu Anliker (ur. 12 listopada 1965) – szwajcarska lekkoatletka, sprinterka, która specjalizowała się w biegach na 100 i 200 m; srebrna medalistka halowych mistrzostw Europy (1989) w biegu na 200 m, olimpijka z Seulu (1988). Łącznie zdobyła 28 tytułów mistrzyni kraju na 60, 100 i 200 metrów w hali i na otwartym stadionie w latach 1985-1993.

## Kariera sportowa
Na Igrzyskach Olimpijskich w Seulu (1988) dotarła do półfinału na dystansie 200 m. W następnym roku (1989) zdobyła srebrny medal w biegu na 200 m podczas Halowych Mistrzostw Europy w Hadze. 
W 1990 odpadła w półfinale biegu na 200 m podczas Halowych Mistrzostw Europy w Glasgow, a także zajęła 6. miejsce w sztafecie 4 × 400 m podczas Mistrzostw Europy w Lekkoatletyce w Splicie. W 1992 ponownie dotarła do półfinału biegu na 200 m podczas Halowych Mistrzostw Europy w Genui. Podczas Mistrzostw Europy w Helsinkach w 1994 odpadła w ćwierćfinałach na 100 m, w półfinale na 200 m i w rundzie wstępnej sztafety 4 × 100 m. W sztafecie 4 x 400 m zajęła 6. miejsce.
Sześciokrotnie zdobyła tytuł mistrzyni Szwajcarii na dystansie 200 m (1988–1992, 1994) i jeden raz na dystansie 100 m (1989).
Regula Aebi była szkolona przez Stephana Anlikera, którego później poślubiła. Para ma dwójkę dzieci.

## Rekordy życiowe
źródło:
- bieg na 100 m: 11,46 s (24 czerwca 1989, Luzern)
- bieg na 200 m: 22,88 s (14 sierpnia 1988, Zug)
- bieg na 200 m (hala): 23,26 s (18 lutego 1990, Magglingen)
- bieg na 400 m: 52,14 s (21 sierpnia 1994, La Chaux-de-Fonds)
- bieg na 400 m (hala): 54,27 s (6 lutego 1993, Magglingen)